# Adjustage
Als Adjustage (von französisch ajuster = adjustieren = etwas angleichen, eben machen, in Ordnung bringen), manchmal auch Zurichterei,  sind in einem Stahl- oder Walzwerk Bearbeitungsgänge zur Endbearbeitung der Erzeugnisse. Die verwendeten Verfahren hängen ab vom Herstellverfahren, dem Werkstoff, der folgenden Weiterverarbeitung und dem Verwendungszweck.
Häufig wird auch die dem Stahl- oder Walzwerk nachfolgende Abteilung Adjustage genannt.

## Bearbeitungsgänge und Verfahren

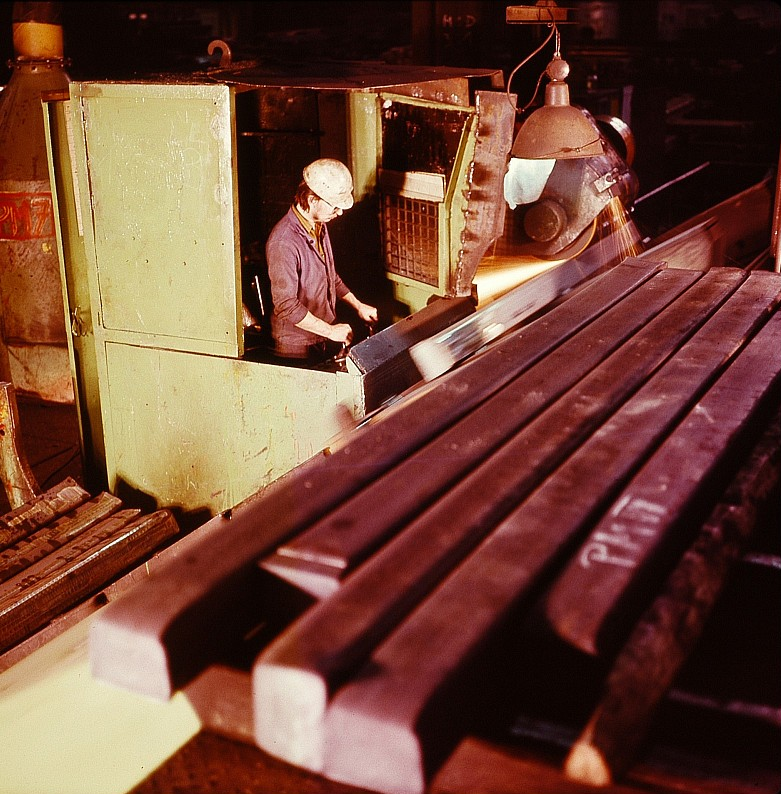
Arbeiter in der Adjustage (DDR 1976)

- Zum Erreichen der erforderlichen Endmaße können, je nach Abmessung und Werkstoff, verschiedene Trennverfahren angewendet werden, z. B. das mechanische Schneiden, das autogene Brennschneiden, das Plasmaschneiden oder das Laserschneiden.
- Häufig wird bereits durch die geforderten Trennverfahren eine Kantenbearbeitung am Produkt ausgeführt. Ist es aus technologischen Gründen erforderlich, so kann dieser Arbeitsgang auch erst danach durch weitere thermische Trennverfahren erfolgen.
- Eindeutige Identifizierung des Produktes durch Signieren mit Farbe oder Stempeln.
- Beseitigung von Oberflächenfehlern durch Schleifen oder entfernen betroffener Bereiche.
- Die für die Qualitätskontrolle benötigte Proben können auch in der Adjustage geschnitten werden. Diese Proben werden für Werkstoffprüfungen wie den Zugversuch, den Kerbschlagbiegeversuch sowie verschiedene Härteprüfungen verwendet.
- Zur Endbearbeitung kann in der Adjustage eine Oberflächenbehandlung durch verschiedene Verfahren erfolgen wie das Beizen, Strahlen und Schleifen.[3]
- Um die geforderte Geradheit oder Ebenheit des Endprodukts zu erreichen, kann es gerichtet werden.